# Фрёлер, Самуэль
Самуэль Фрёлер (швед. Samuel Fröler; род. 24 марта 1957 года, Нюбру, Швеция) — шведский актёр и певец. Удостоен награды «Золотой жук» за фильм «Благие намерения».

## Биография
Самуэль Фрёлер родился в семье священника и был самым младшим ребёнком из 5 детей в семье. Когда Самуэлю было 10 лет, он и его семья переехали в Йиславед. С 1978—1982 годы после окончания школы учился на психологическом факультете в Вестеросе. А с 1982—1985 годы — в театральной школе в Гётеборге. Затем Фрёлер решил продолжить театральную деятельность в Стокгольме.
Самуэль Фрёлер начал карьеру в кино в конце 80-х годов. Сотрудничал с такими режиссёрами, как: Ингмар Бергман, Билле Аугуст. Самуэль играл в пьесе «Мамаша Кураж и её дети», написанной Бертольтом Брехтом. Наиболее популярные фильмы актёра: «Благие намерения», «Пеппи Длинныйчулок», «Приключения Флика», «Волчье лето», а также Фрёлер известен как актёр дубляжа мультфильма «Шрек» и его сиквелов в озвучивании главного героя. Сотрудничает с компанией «Sveriges Television»
Фрёлер работал послом в футбольном клубе «Кальмар». Кроме того, Самуэль Фрёлер исполняет песни. Жена Самуэля Фрёлера — актриса Пернилла Аугуст. Самуэль имеет 5 детей, живет в Стокгольме и Эланде.

## Награды
- 1993: номинация «Золотой жук» как лучший актёр в фильме «Благие намерения»